# جون لوفيت (سياسي)
جون لوفيت هو سياسي أمريكي، ولد في 20 فبراير 1761، وتوفي في 12 أغسطس 1818. انتخب عضو جمعية ولاية نيويورك ‏ وانتخب عضو مجلس النواب الأمريكي ‏.